# Saint-Privé
Saint-Privé é uma comuna francesa na região administrativa de Borgonha-Franco-Condado, no departamento Saône-et-Loire. Estende-se por uma área de 5,14 km². Em 2010 a comuna tinha 91 habitantes (densidade: 17,7 hab./km²).